# Cuban American National Foundation
Die Cuban American National Foundation (CANF, Kubanisch-Amerikanische Nationalstiftung) ist eine  Organisation von Exilkubanern in den USA mit dem Ziel, an Stelle der von Fidel Castro errichteten Diktatur in Kuba eine freiheitliche Demokratie aufzubauen. Sie galt vor allem in den 1980er und 1990er Jahren, während der Amtszeit ihres Vorsitzenden Jorge Mas Canosa, als eine in der US-amerikanischen Politik einflussreiche Interessensvertretung.

## Geschichte
Die Kubanisch-Amerikanische Nationalstiftung mit Sitz in Miami wurde 1981 von 15 exilkubanischen Geschäftsleuten gegründet. Die Gründung erfolgte in Abstimmung mit führenden Regierungsbeamten des Präsidenten Ronald Reagan, der die politischen Positionen der Gruppe teilte. Ein Vorbild für die Organisation war das in Washington überaus einflussreiche American Israel Public Affairs Committee (AIPAC). Die CANF finanziert sich aus steuerbefreiten Mitgliedsbeiträgen, die nach dem Einkommen gestaffelt sind. Die Mitgliederzahl erreichte in den 1990er Jahren 250.000. Zur Durchführung bestimmter Projekte wurde die CANF auch aus staatlichen Mitteln unterstützt. Jose Sorzano – 1985–1987 Präsident der Stiftung – und der ebenfalls eng mit der Stiftung verbundene Otto Reich waren während der Präsidentschaften von Reagan sowie sowohl unter George H. W. Bush als auch unter George W. Bush in zentralen Positionen an der Lateinamerikapolitik der Regierung beteiligt.
Obwohl der Einfluss der Stiftung auf die US-amerikanische Kubapolitik in den 1980er und 1990er Jahren sowohl von Kommentatoren in den USA als auch von der kubanischen Regierung betont wurde – wofür vor allem die Verschärfungen des Embargos 1992 und 1996 hingewiesen wird – so gab es auch Einigungen zwischen den USA und Kuba, die selbst erbitterter Widerstand der CANF nicht verhindern konnte – etwa der Friedensschluss in Afrika, die bilateralen Migrationsvereinbarungen (1984 und 1995) und die Rückführung des Flüchtlingskinds Elián González.
2001 kam es zu einer Abspaltung wichtiger Führungsmitglieder, die als Alternative zur CANF den „Cuban Liberty Council“ (Kubanischer Freiheitsrat, CLC) gründeten, der im Gegensatz zur CANF für eine konfrontativere Politik gegenüber der kubanischen Regierung und eine Verschärfung des Embargos eintritt. Während der CLC die von der Regierung George W. Bush bevorzugte Organisation zur Ansprache der kubanoamerikanischen Gemeinde war, ist unter Barack Obama wieder eine größere Regierungsnähe der CANF zu verzeichnen. Vielfach wurde die Spaltung auch als Ausdruck der unterschiedlichen politischen Positionen der ursprünglichen Exilkubaner und der in den USA geborenen zweiten Generation gesehen. Zu den Veränderungen gehörte auch eine Verlagerung des Hauptinteresses der Stiftung auf die Förderung der Zivilgesellschaft in Kuba und deren Aktivisten auf der Insel anstelle der Prioritäten und Meinungen des kubanischen Exils.
Heutiger Präsident der CANF ist Francisco José „Pepe“ Hernández, während Jorge Mas Santos als Stiftungsratsvorsitzender („Chairman“) fungiert.

## Aktivitäten
Zwischen 1983 und 1988 erhielt die Stiftung staatliche Fördermittel über das National Endowment for Democracy in Höhe von 390.000 US-Dollar zum Zweck der öffentlichen Information über Menschenrechtsverletzungen durch das kubanische Regime.
Ein Element des politischen Lobbyismus waren Wahlkampfspenden, die in der Hochzeit der CANF Kandidaten beider großen Parteien zuflossen, sowohl innerhalb des Staates Florida als auf Bundesebene. Die hierfür eingesetzte „Free Cuba PAC“ spendete im Wahlkampf 1994 insgesamt 221.000 US-Dollar. Als die Spendensammelorganisation 2004 zuletzt aktiv war, gab sie nur noch ein Zehntel des Betrags aus.
Durch eine besondere Autorisierung der Regierung Reagan wurden der Stiftung im Rahmen des ab 1989 laufenden Projekts „Exodus“ weitgehende Befugnisse zur Abwicklung von Familienzusammenführungen gegeben. Diese betrafen bis zum Ende des Projekts Mitte der 1990er Jahre rund 10.000 im Ausland lebende Verwandte von Kubanern, die 1980 im Rahmen der Mariel-Bootskrise in die USA gelangt waren.
1991 startete die Stiftung ihr an das Vorbild des Peace Corps angelehnte Projekt „Misión Martí“, das aus sechsmonatigen Kursen bestand, in denen junge Kubanoamerikaner auf einen potenziellen Einsatz zum Aufbau eines neuen Gemeinwesens auf Kuba nach dem erwarteten Ende der kommunistischen Ein-Parteien-Herrschaft vorbereitet werden sollten. Außerdem berief die CANF eine Sonderkommission zum wirtschaftlichen Wiederaufbau Kubas, die ebenfalls im Falle eines Sturzes der Regierung Castro bereitstehen sollte.
Der CANF ist die Stiftung für Menschenrechte in Kuba („Foundation for Human Rights in Cuba“) angegliedert, der das CANF-Vorstandsmitglied Tony Costa vorsteht und die Spendengelder und USAID-Fördermittel zur direkten Unterstützung von Dissidenten und Vertretern der Zivilgesellschaft in Kuba verwendet. Für den Zeitraum September 2011 bis September 2014 wurde der 1992 gegründeten Stiftung USAID-Fördergelder in Höhe von 3,4 Millionen US-Dollar zugesprochen. An zehn Universitäten der USA ist die CANF durch die Studentenorganisation University Council of the Cuban American National Foundation (UC-CANF) vertreten, die unter anderem Informationsveranstaltungen an Hochschulen sowie Unterstützungsmaßnahmen für Oppositionelle auf Kuba organisiert.

## Positionen
Zu den ersten politischen Projekten der Stiftung gehörte die Forderung nach Einrichtung eines öffentlich finanzierten Rundfunksenders zur Versorgung der kubanischen Bevölkerung mit nicht von der eigenen Regierung gefilterten Informationen. Dies wurde 1985 mit dem Start von Radio Martí verwirklicht, dem 1991 zusätzlich noch TV Martí folgte. Mas Canosa wurde von Reagan 1984 zum Vorsitzenden des „Advisory Board for Cuba Broadcasting“ ernannt, des Beirats der Kontrollbehörde des Senders, und behielt diese Position auch unter den nachfolgenden Präsidenten George Bush und Bill Clinton bis zu seinem Tod 1997.
Nach dem Ende des Kalten Kriegs mit der Auflösung der Sowjetunion und des von ihr dominierten kommunistischen Machtbereichs wirkte die CANF maßgeblich an der Neuformulierung der US-amerikanischen Kubapolitik mit. Die wichtigsten Elemente waren dabei die bis heute wirksamen Gesetze zur Verschärfung des Embargos, der Cuban Democracy Act (Torricelli-Gesetz) von 1992 und der Cuban Liberty and Democratic Solidarity Act (Helms-Burton-Gesetz) von 1996.
Jorge Mas Santos, ältester Sohn des Stiftungsgründers, übernahm die Leitung der CANF nach dem Tod seines Vaters. Unter seiner Führung vollzog die Organisation einen schrittweisen Richtungswechsel hin zu gemäßigteren Positionen in der Politik gegenüber dem kubanischen Regime. Ein prominenter Mitverantwortlicher dieses Kurswechsels ist der ebenfalls in den USA geborene Kubanoamerikaner Joe Garcia, der der CANF von 2000 bis 2004 als Geschäftsführer diente, nachdem die Organisation unter Mas Canosa immer der Republikanischen Partei nahegestanden hatte. Garcia verließ die CANF zunächst, um ins Wahlkampfteam des US-Präsidentschaftskandidaten der Demokraten, John Kerry, zu wechseln und wurde im November 2012 im zweiten Anlauf selbst zum Abgeordneten im Repräsentantenhaus gewählt.
Gegenwärtig setzt sich die CANF in Washington für die Beibehaltung der von Präsident Obama gelockerten Bedingungen für Reisen und Geldüberweisungen nach Kuba für in den USA lebende Kubaner ein. Gleichzeitig unterstützt die Stiftung Akteure der oppositionellen Zivilgesellschaft und deren Angehörige in Kuba materiell und politisch. So begleitete beispielsweise Mas Santos im Oktober 2013 die Sprecherin der Menschenrechtsorganisation Damas de Blanco, Berta Soler, bei ihrem Besuch im Weißen Haus zu einem Gespräch mit Vizepräsident Joe Biden.

## Kontroversen
Nach dem Tod Mas’ 1997 kam es zu einer kritischen Diskussion um die finanziellen Strukturen der Stiftung und die Transparenz der Verwendung von Mitgliedsbeiträgen und anderen Einnahmen, die durch Ermittlungen der Bundessteuerbehörde ausgelöst wurden. In der Folge kam es zu einem organisatorischen Umbau der Stiftung und von politischen Positionen beeinflusste Streitigkeiten unter führenden Mitgliedern, von denen 2001 22 ihren Rücktritt erklärten.
2008 veröffentlichte die CANF eine Studie, die auf Fehlentwicklungen bei der Verwendung von für Demokratieförderung in Kuba vorgesehenen und von der US-Entwicklungshilfebehörde USAID an Nichtregierungsorganisationen vergebenen öffentlichen Mitteln hinwies. Von diesen Geldern verbleibe ein sehr hoher Anteil in Florida, während nur sehr wenig Geld tatsächlich für Maßnahmen in Kuba verwendet werde, wodurch die Programme weitgehend wirkungslos blieben.
Der zeitweise als Informant der CIA bezahlte militante Castro-Gegner Luis Posada Carriles behauptete, von Mas Canosa ca. 200.000 US$ erhalten zu haben (Interview mit der New York Times), was er allerdings später widerrief. Jose Antonio Llama, ein früheres Vorstandsmitglied, gab gegenüber dem Miami Herald an, zwischen 1994 und 1997 maßgeblich die Vorbereitung von (gescheiterten) Terroranschlägen auf kubanische Ziele finanziert zu haben.